# Леус, Екатерина Ивановна
Екатерина Ивановна Леус — советский хозяйственный деятель, Герой Социалистического Труда.

## Биография
Родилась в 1926 году в селе Бокийма Волынского воеводства Польши. Член КПСС.
Пережила немецко-фашистскую оккупацию.
В 1944—1981 гг. — колхозница, работница животноводческой фермы, доярка колхоза «40-риччя Жовтня» Млиновского района Ровенской области Украинской ССР.
Указом Президиума Верховного Совета СССР от 22 марта 1966 года присвоено звание Героя Социалистического Труда с вручением ордена Ленина и золотой медали «Серп и Молот».
Жила в селе Бокийма Млиновского района Ровненской области.

## Награды и звания
- Герой Социалистического Труда (22.03.1966)
- Орден Ленина (22.03.1966, 06.09.1973)
- Орден Октябрьской Революции (08.04.1971)
- Орден Трудового Красного Знамени (07.03.1960)